# Parco nazionale dell'Aukštaitija
Il parco nazionale dell'Aukštaitija (in lituano Aukštaitijos nacionalinis parkas) è un parco nazionale della Lituania e comprende un'area di 40.574 ettari, situato nell'omonima regione. Istituito nel 1974, è il parco nazionale più antico della Lituania.
L’ente parco dell'Aukštaitija ha un logo ufficiale.

## Storia
Inizialmente fu denominato "Parco nazionale della RSS Lituana", ad enfatizzare che fosse il primo parco istituito nella repubblica socialista. Nel 1991 altri quattro parchi furono aperti e il parco fu ribattezzato con il nome della regione etnografica in cui si trova.
Il parco fu istituito per preservare il patrimonio naturale e culturale della regione dell'Aukštaitija, per organizzare un uso sostenibile delle sue risorse e per diffondere idee di tutela ambientale e coscienza ecologica.

## Geografia

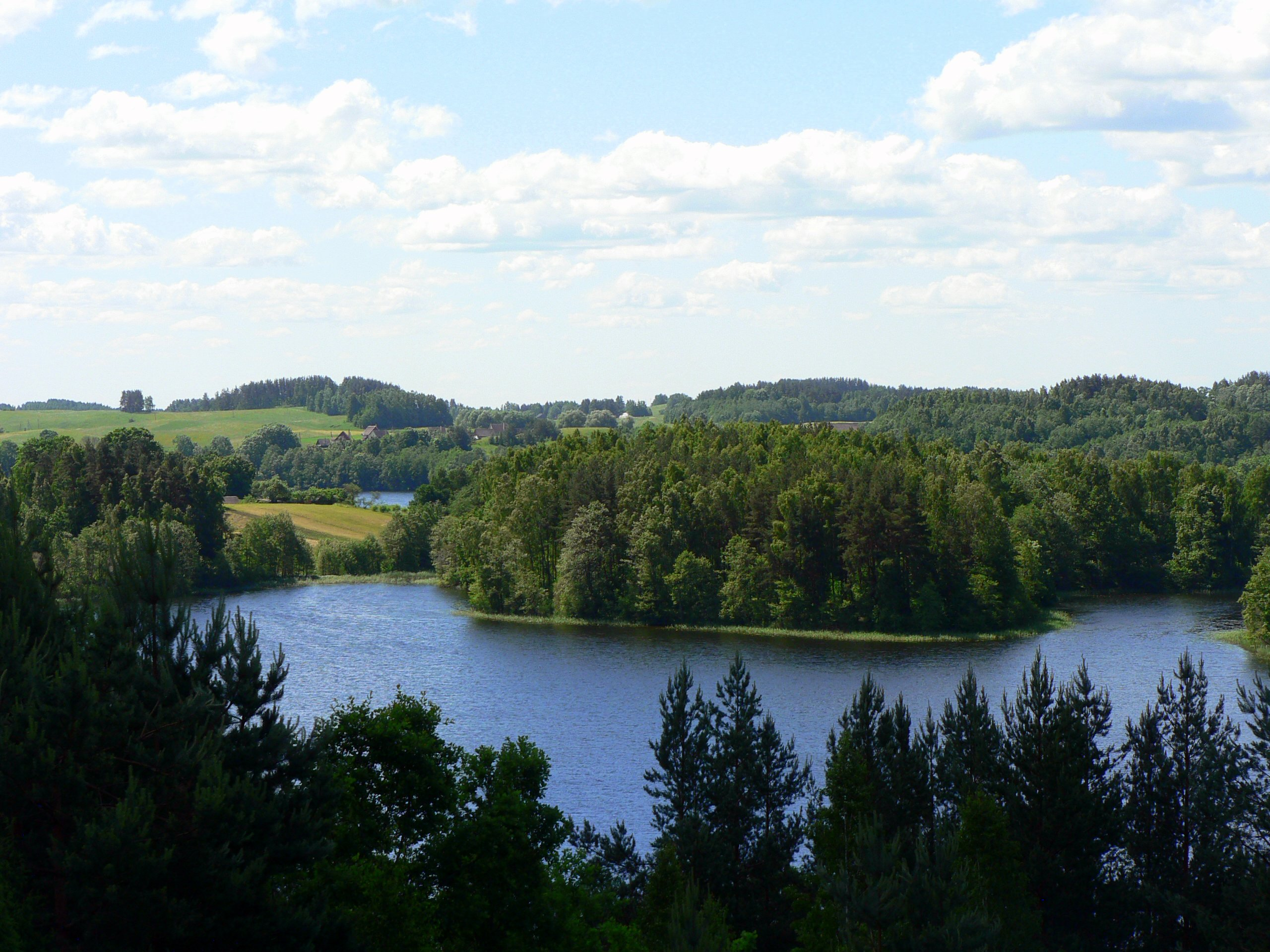
Vista dalle colline Ladakanis.

Il parco copre una superficie di 405,70 km², di cui più del 50% all'interno del territorio comunale di Ignalina, 25% in quello di Utena ed altrettanto in quello di Švenčionys; la direzione del parco si trova nel villaggio di Palūšė. Le aree rigorosamente protette sono il 2,1% del totale e l'accesso è consentito solo se accompagnati dal personale del parco. Più del 70% del parco è coperto da foreste, prevalentemente pinete, in cui alcuni esemplari superano i 200 anni.
L'altitudine media nel parco è di 150 m s.l.m., con il rilievo più alto di poco più di 200 m s.l.m. I ghiacciai che ricoprivano la Lituania nel corso dell'ultima era glaciale 14.000 anni fa hanno modellato la superficie, tant'è che essa appare sbalzata e varia; il movimento dei ghiacci ha scavato conche lacustri e sollevato morene. Le colline Šiliniškės non sono altro che l'estremità di una morena, vale a dire la fine del ghiacciaio nella sua ultima posizione. Queste si sviluppano lungo una direttrice da sud-est a nord-ovest e, grazie alle scenografiche viste sul parco, rappresentano una delle principali destinazioni per i turisti in visita al parco.

### Idrografia

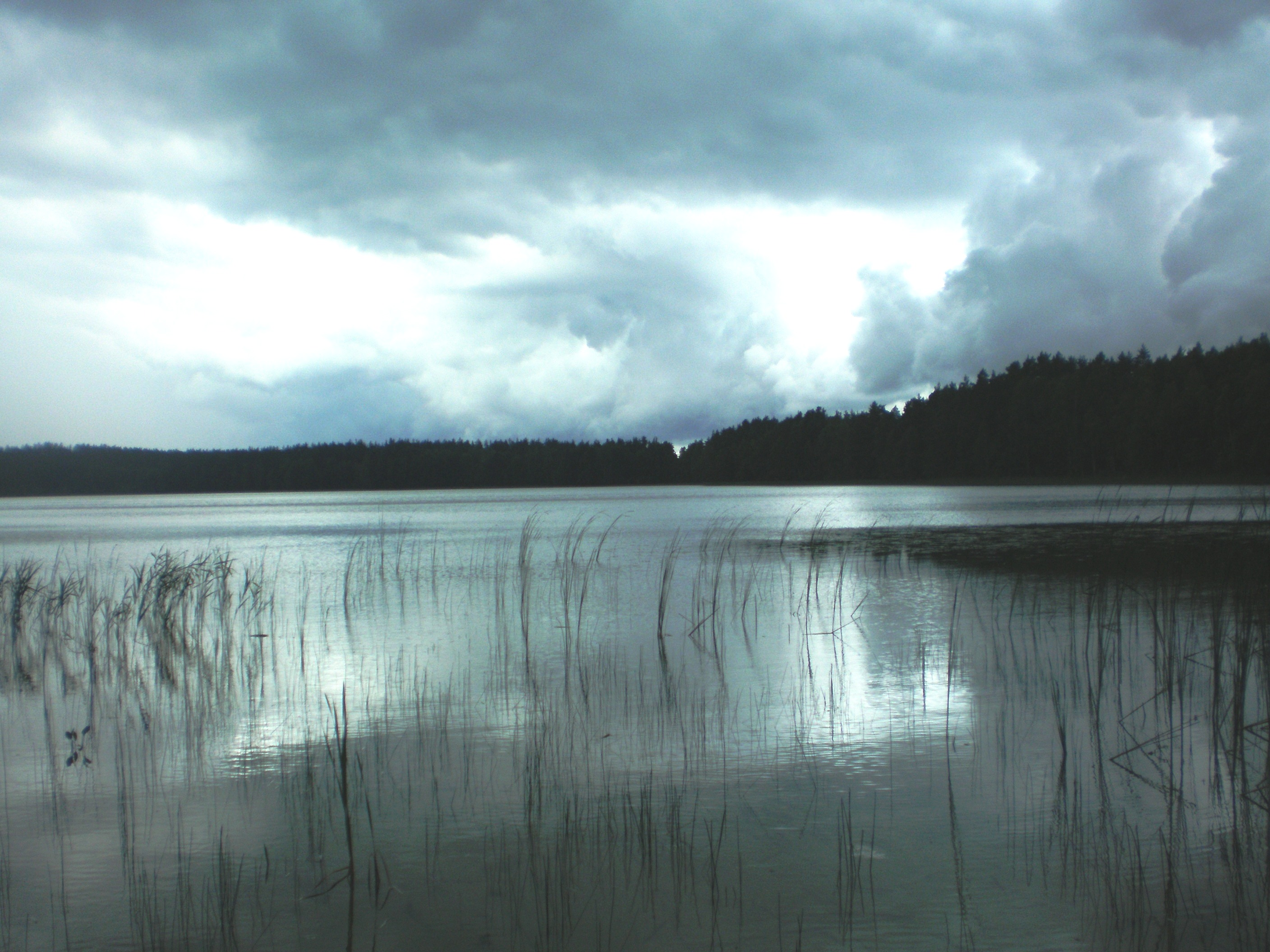
Il lago Joskutis.

Esistono 126 laghi nel parco, sparsi tra boschi e colline, di cui molti collegati da ruscelli e piccoli corsi d'acqua che li rendono popolari per chi pratica kayak. La superficie lacustre ammonta a 59,30 km², circa il 15,5% della superficie complessiva del parco. Il lago più grande è il lago Kretuonas (8,61 km²), mentre il lago Tauragnas è il profondo dell'intera Lituania (60,5 m); il lago Žeimenys invece è il più lungo (12 km), sebbene largo appena poche centinaia di metri tanto da potersi approssimare ad un fiume; il lago Dringis (7,07 km²) è il più frastagliato, con i suoi 31,5 km di costa tra insenature, promontori, lagune e isole. 14 laghi hanno una superficie maggiore di 1 km², 6 laghi tra 0,5 e 1 km², 35 laghi tra 5 e 50 ha; il resto degli specchi d'acqua sono più piccoli e molti si stanno gradualmente trasformando in zone paludose.
Molti laghi presentano isole al loro interno: il lago Baluošas ne conta 8, di cui una ha a sua volta un piccolo lago sulla propria superficie.
Il fiume principale che scorre nel parco è lo Žeimena (22 km nel parco, 114 km in totale). L'intera idrografia del parco appartiene infatti al bacino idrografico del corso d’acqua sopraccitato, il quale sfocia poi nel Neris e, quest’ultimo a sua volta, nel mar Baltico.

## Flora e fauna
64 specie di piante, 8 specie di funghi e 48 specie di uccelli che vivono nel parco sono incluse nel libro rosso della Lituania: il lago Kretuonas è entrato a far parte dei luoghi protetti a livello europeo dal progetto Natura 2000 proprio per la sua varietà ornitologica. 
Il parco è famoso anche per la sua biodiversità botanica: il 59% di tutte le specie vegetali della Lituania si possono trovare nel parco, il quale occupa l'1% della superficie totale del Paese.
Per via delle variazioni geomorfologiche, il parco è caratterizzato da una grande diversità di condizioni naturali. Come per la flora, nel parco si possono trovare la maggior parte degli habitat e terreni presenti in Lituania. La vegetazione del parco comprende diversi biomi come la steppa e la tundra e molte specie animali trovano un santuario nel parco. Esemplari di tutti i vertebrati registrati in Lituania sono presenti nel parco, mentre alcune specie di coleotteri non sono stati trovati in nessun altro luogo in Lituania.

## Patrimonio etnografico

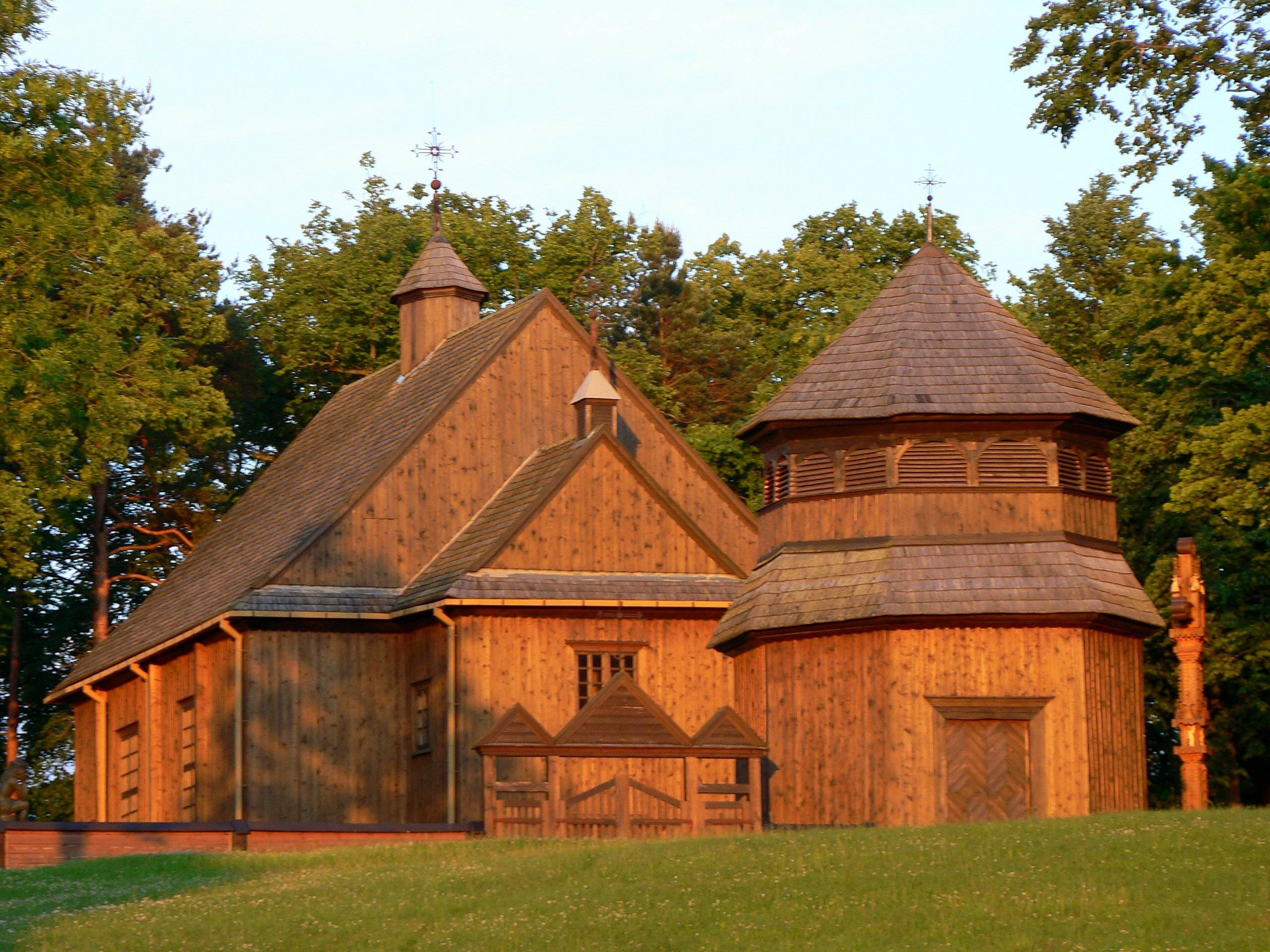
Una chiesa di legno del XVIII secolo a Palūšė.

I primi documenti relativi ad un insediamento umano nell'area del parco risalgono al XIV secolo: Stripeikiai viene citata nel 1357, Linkmenys e Gaveikėnai nel 1377. Nella seconda metà del XVI secolo si diffusero i villaggi formati da fattorie costruite sui lati di un'unica strada: l'abitazione principale sorge perpendicolarmente alla strada, adiacente ad essa, mentre alle sue spalle ci sono gli edifici per il bestiame; di fronte all'abitazione, sull'altro lato della strada sorgono la cantina e il granaio, con il fienile più arretrato. Questa tipologia di sviluppo urbano divenne caratteristico nella regione e ad oggi si possono osservare ancora esempi in parecchi villaggi i più significativi dei quali sono Šakališkė e Kretuonys, etnograficamente protetti.

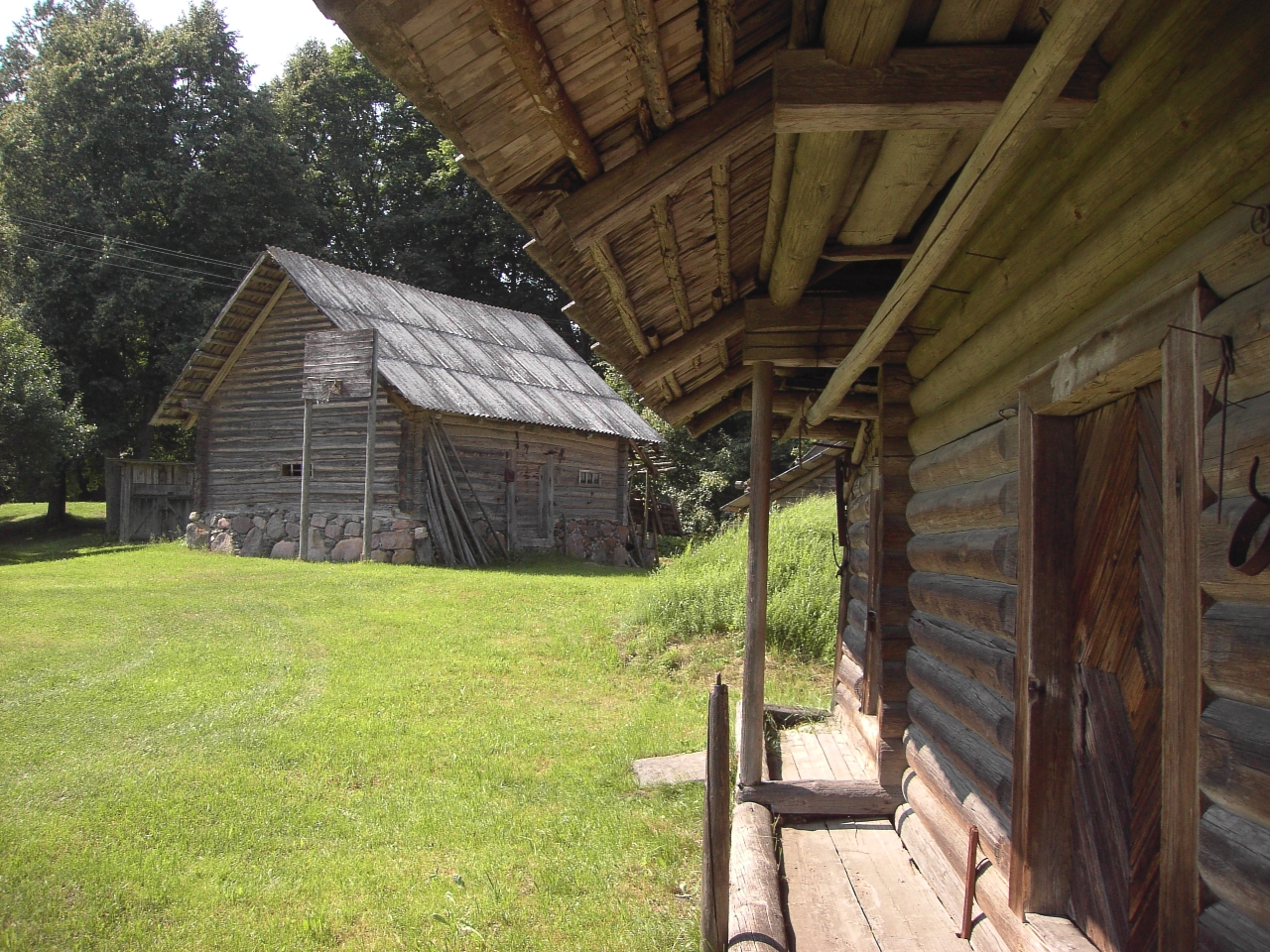
Un edificio storico a Varniškės II, Utena.

Altri insediamenti più piccoli apparvero nel XVIII secolo come fattorie che gradualmente crebbero in piccoli villaggi caratterizzati da una rete stradale scarsamente definita: l'abitazione, il granaio e la stalla costituivano infatti la parte centrale della proprietà, con i fienili situati distanti da essi. Questa peculiarità è osservabile in cinque villaggi etnograficamente protetti: Šuminai, Strazdai, Vaišnoriškės, Salos II e Varniškės II.
Nel 1909, dopo la riforma agraria, alcuni villaggi vennero convertiti in agglomerati di fattorie separate. I migliori esempi di questa nuova organizzazione sono i villaggi di Pelakas, Pabiržė, Darželiai e Gineitiškis. Il principale materiale da costruzione era il legno; nel XIX secolo gli edifici erano costruiti con tronchi rotondi di legno con tetti di paglia. Nel XX secolo i tronchi vennero sostituiti da assi di legno, mentre i tetti cominciarono ad essere realizzati con tegole o tavole di legno.
Particolare importanza veniva destinata alla costruzione dei granai in quanto dovevano garantire la conservazione dei preziosi prodotti durante l'inverno; questi erano in genere realizzati con legno precisamente lavorato e sapientemente eretti sollevati dal suolo. I pagliai erano invece gli edifici più grandi di questi insediamenti, molti di questi conservano ancora gli spazi per l'essiccazione dei cereali; in generale tuttavia questi sono caratterizzati da una struttura comune, un edificio allungato con ingressi alle due estremità e divisi in tre parti da pali. Altri edifici come bagni, fucine, cantine e cucine non erano particolarmente importanti nella struttura dei villaggi e delle fattorie.

## Archeologia

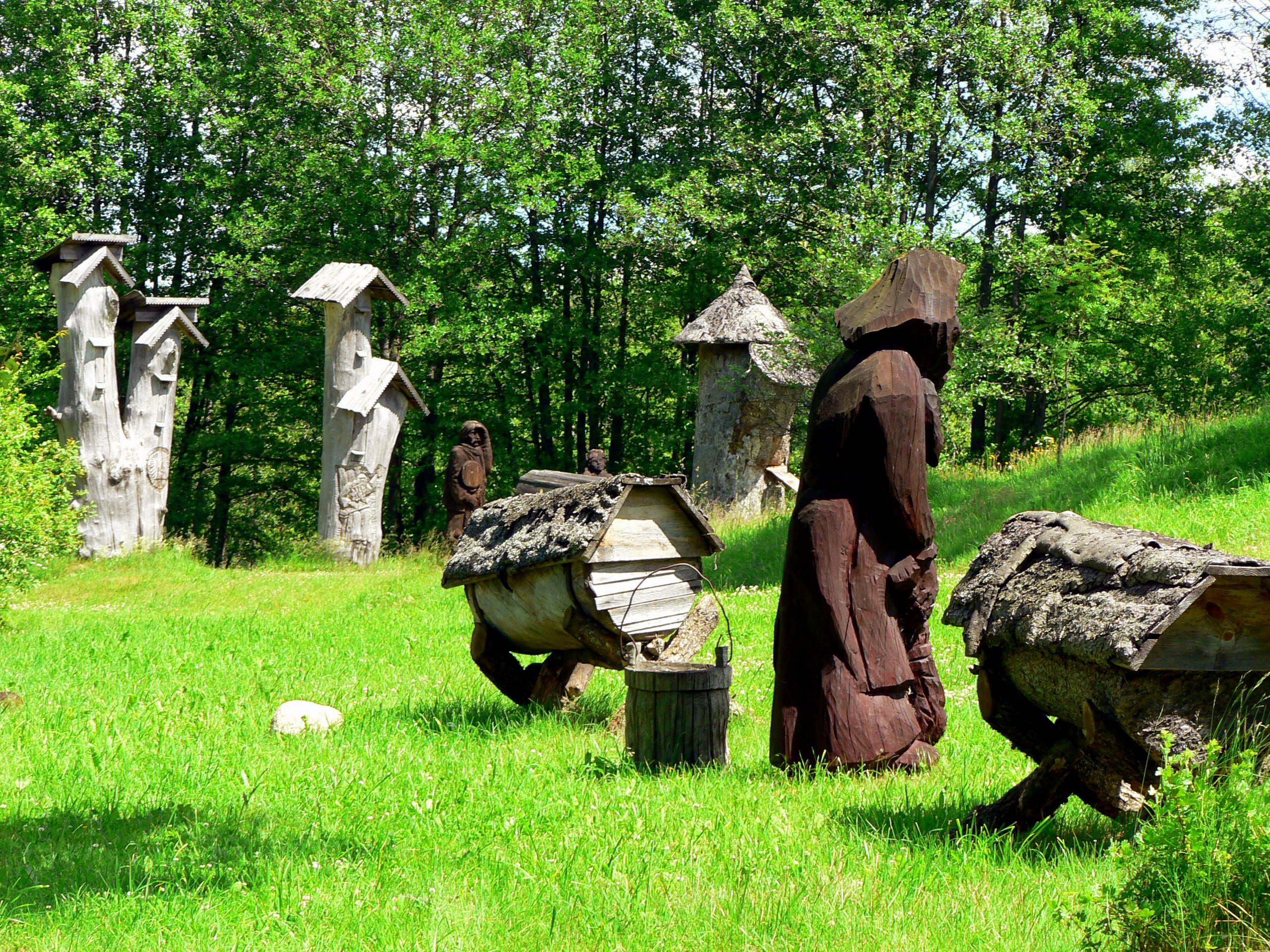
Il museo dell'apicoltura a Stripeikiai.

Alcuni ritrovamenti indicano che l'area del parco era abitata fin dall'età della pietra, tra il 9º e il 8º millennio a.C., e i resti dell'attività umana rappresentano oggi una delle attrazioni del parco.
I ritrovamenti sono concentrati soprattutto nei pressi del fiume Kretuonėlė e del lago Kretuonas, nella parte meridionale del parco, e la maggior parte di essi (come utensili, armi, ma anche intere abitazioni e resti di focolai) risalgono all'età del bronzo, nel 3º millennio a.C..
Altri insediamenti preistorici si trovano nei pressi dei laghi Žeimenys, Dringis e Baltys. Utensili e armi (soprattutto asce) risalenti all'età del bronzo sono state trovate anche a Kirdeikiai, Šakarva, Daunoriai e vicino al lago Tauragnas. Una capanna tipica dell'età della pietra è stata ricostruita a Palūšė sulla base dei reperti archeologici rinvenuti nella zona.

### Tumuli sepolcrali
Nel parco nazionale dell'Aukštaitija sono presenti 45 siti antichi destinati alle sepolture. L'uso di erigere tumuli sepolcrali nella Lituania orientale era comune tra l'inizio del IV e il XII secolo; ognuno di questi siti comprende fino ad alcune centinaia di tumuli, ciascuno grande in media 5–7 m in diametro fino ad un massimo di 20 m.
Ciascun tumulo è circondato da un canale o da un circolo di pietre e contiene le ceneri dei defunti o direttamente i corpi non cremati, assieme ad oggetti come utensili, armature o gioielli. I guerrieri erano sepolti con i propri cavalli. Il tumulo di Palūšė mostra in dettaglio una di queste sepolture.

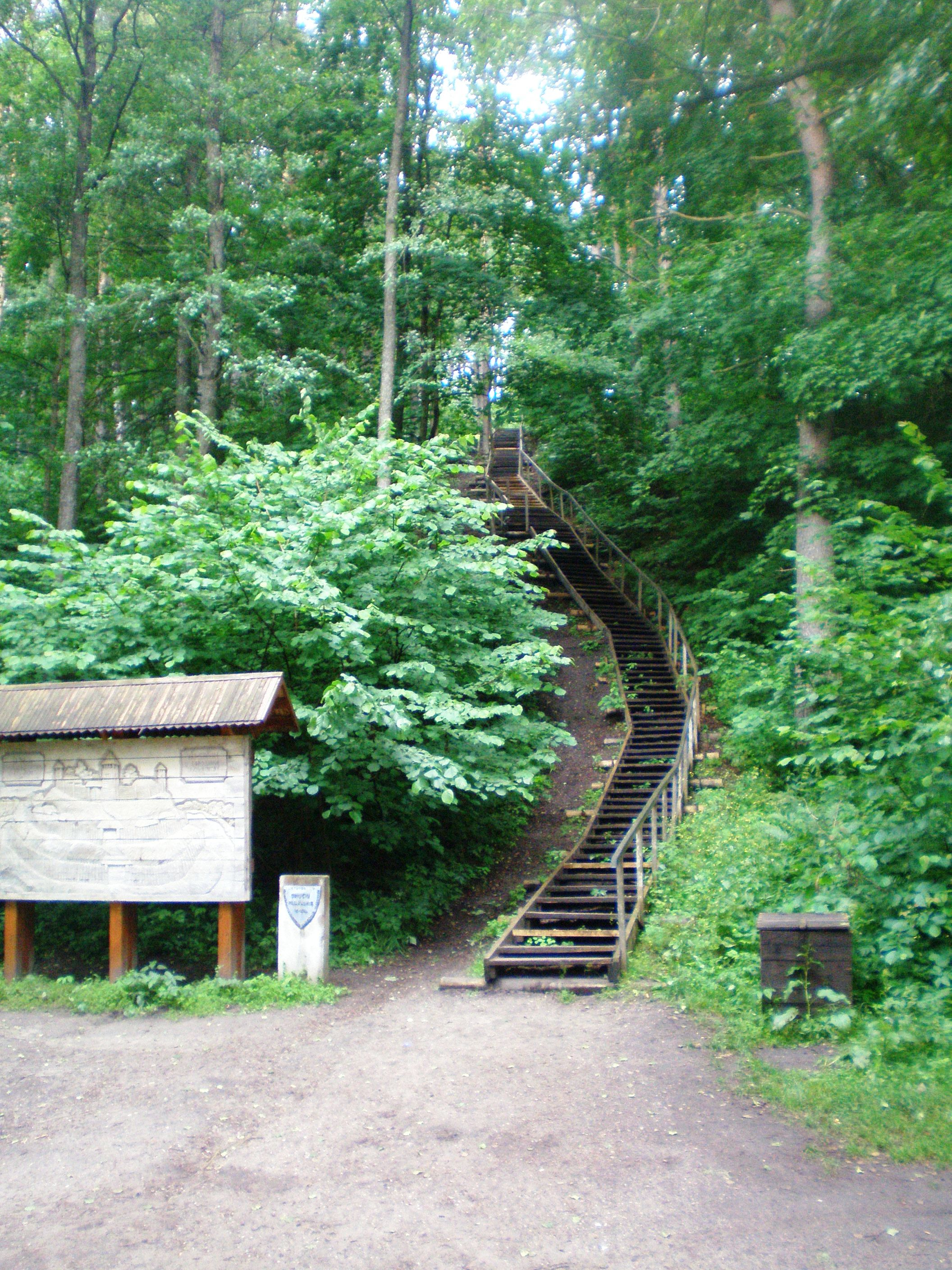
La collina sita tra Ginučiai e Linkmenys.

### Colline fortificate
Le prime colline fortificate apparvero in Lituania orientale verso il II millennio a.C. ma furono in uso fino alla fine del XV secolo. Nel parco nazionale dell'Aukštaitija vi sono 11 colline fortificate, di cui una delle più antiche è quella denominata Pilalė, nei pressi di Linkmenys.
La più conosciuta è quella di Ginučiai, risalente al periodo che va dal IX e il XII secolo. Alcuni suggeriscono che questa possa essere il castello di Linkmenys, citato nelle Chronicon Livoniae di Ermanno di Wartberge, la fortezza parte del sistema di fortificazioni della Lituania orientale. D’altronde, che fossero presenti insediamenti in questa regione già in quell’epoca, lo asseriva qualche decennio prima anche Pietro di Duisburg nel suo Chronicon terrae Prussiae. 
A breve distanza, nascosta nella foresta nei dintorni di Puziniškis, si trova la collina fortificata Papiliakalnė, più antica. Più pittoresca è la collina di Taurapilis, sulla sponda meridionale del lago Tauragnas.